# Alliku (Iisaku)
Pour les articles homonymes, voir Alliku.
Alliku est un village de 38 habitants de la Commune de Iisaku du Comté de Viru-Est en Estonie.